# إلياكيم شيريل
إلياكيم شيريل (بالإنجليزية: Eliakim Sherill)‏ (16 فبراير 1813 – 4 يوليو 1863) كان نائبا في الكونغرس الأمريكي عن ولاية نيويورك، وقائداً عسكرياً خلال الحرب الأهلية الأمريكية في جيش الاتحاد.
قتل في معركة بيتسبرغ.
وهو جد كاري بابكوك شيرمان زوجة نائب الرئيس جيمس شيرمان.